# Edmond Beaujon
Pour les articles homonymes, voir Beaujon.
Œuvres principales
- Acte et passion du héros (1948)
- Le dieu des suppliants (1960)
- Némésis ou la limite (1965)
- La logique du survivant (1985)

Compléments
Traducteur de Hermann Hesse
Edmond Beaujon est un enseignant de philosophie, traducteur et essayiste suisse né le 13 septembre 1905 à La Chaux-de-Fonds et mort le 24 novembre 1989 à Genève. Il est connu pour avoir traduit de nombreux recueils de nouvelles de Hermann Hesse.

## Biographie
Il est fils de Jules Edmond, comptable, et de Marie-Louise Pettavel. Il fit des études de Lettres et reçut son Doctorat ès lettres de l'université de Genève en 1948. Sa thèse Acte et passion du héros portait sur l'actualité d'Homère.
Il enseigna le grec au Collège cantonal puis au Collège Calvin et, selon la notice qui lui est dédié dans le Dictionnaire historique de la Suisse, il initia des générations d'élèves à la philosophie.
Passionné par les auteurs de l'Antiquité, il publia plusieurs essais sur la philosophie et la poésie des Grecs antiques. Deux de ces essais firent l'objet de recensions dans des revues spécialisées,.
Il consacra une grande partie de sa retraite à la traduction de l'œuvre littéraire de Hermann Hesse, en particulier des recueils de nouvelles de cet auteur. Il traduisit également Le pont inachevé (1977) et Au-delà de l'oubli (1979) de Manès Sperber.
Journaliste, il fut chroniqueur à La Tribune de Genève et au Journal de Genève. 
En 1975, il fut lauréat de la Société académique genevoise.

## Traduction de Hermann Hesse
- Hermann Hesse, Le dernier été de Klingsor, nouvelles, Paris : Calmann-Lévy, 1973. Titre original : Klingsors letzter Sommer und andere Erzählungen, recueil traduit de l'allemand par Edmond Beaujon.

- Hermann Hesse, Enfance d'un magicien, nouvelles : Recueil de nouvelles extraites de Traumfährte, Diesseits, kleine Welt, Fabulierbuch et Prosa aus dem Nachlass, Paris, Calmann-Lévy, 1975, 249 p. (ISBN 978-2253030713, présentation en ligne)

- Hermann Hesse, Les frères du soleil, nouvelles, Paris : Calmann-Lévy, 1976. Titre original : In der alten Sonne, recueil traduit de l'allemand par Hervé du Cheyron de Beaumont et Edmond Beaujon.

- Hermann Hesse, Berthold, nouvelles, Paris : Calmann-Lévy, 1977. Recueil traduit de l'allemand par Edmond Beaujon.

- Hermann Hesse, La leçon interrompue, nouvelles, Paris : Calmann-Lévy, 1978. Titre original : Unterbrochene Schulstunde, recueil traduit de l'allemand par Edmond Beaujon.

- Hermann Hesse, Une petite ville d'autrefois, nouvelles, Paris : Calmann-Lévy, 1979. Titre original : In einer kleinen Stadt, recueil traduit de l'allemand par Edmond Beaujon.

- Hermann Hesse, La conversion de Casanova, nouvelles, Paris : Calmann-Lévy, 1980. Titre original : Casanovas Bekehrung, recueil traduit de l'allemand par Edmond Beaujon.

- Hermann Hesse, Lettres (1900-1962), Paris : Calmann-Lévy, 1981. Traduction de Gesammelte Briefe et de Ausgewählte Briefe, choix établi par Manès Sperber ; ouvrage traduit de l'allemand par Edmond Beaujon.

- Hermann Hesse, Le poète chinois, nouvelles, Paris : Calmann-Lévy, 1982. Titre original : Der Dichter, recueil traduit de l'allemand par Edmond Beaujon.

- Hermann Hesse, Fiançailles, nouvelles, Paris : Calmann-Lévy, 1986. Traduction de Die Verlobung, traduit de l'allemand par Edmond Beaujon ; repères chronologiques et bibliographiques établis par Edmond Beaujon.

- Hermann Hesse, Gertrude, roman, Paris : Calmann-Lévy, 1986. Traduit de l'allemand par Edwige Friedlander ; repères chronologiques et bibliogr. par Edmond Beaujon.

- Hermann Hesse, Souvenirs d'un Européen, nouvelles, Paris : Calmann-Lévy, 1988. Titre original : Gesammelte Dichtungen, recueil traduit de l'allemand par Edmond Beaujon ; repères chronologiques et bibliographiques établis par Edmond Beaujon.

- Hermann Hesse, Lettre à un jeune artiste, Paris : Éditions Mille et une nuits, 1994. Titre original : Brief an einen jungen Kuenstler, traduit de l'allemand par Edmond Beaujon ; avec une postface de Lionel Richard.

- Hermann Hesse, Mon enfance, Paris : Éditions Mille et une nuits, 1995. Traduction des deux nouvelles Meine Kindheit et de Aus Kinderzeiten, traduit de l'allemand par Edmond Beaujon ; avec une postface de Lionel Richard.

- Hermann Hesse, Lauscher, Paris : Maren Sell / Calmann-Lévy, 1998.Titre original Hermann Lauscher, traduit de l'allemand par Edmond Beaujon et Alexandra Cade.

- Hermann Hesse, L'homme qui voulait changer le monde, nouvelles, Paris : Calmann-Lévy, 2003. Recueil traduit de l'allemand par Edmond Beaujon.

## Œuvres d'Edmond Beaujon
- Acte et passion du héros. Essai sur l'actualité d'Homère, Genève : Impr. de la Tribune de Genève, 1948.
- La vision du peintre chez Ramuz. Essai sur les valeurs, Neuchâtel : À la Baconnière, 1953.

- Le dieu des suppliants. Poésie grecque et loi de l'homme, Neuchâtel : Éditions de la Baconnière, 1960.

- Némésis ou la limite. Essai d'humanisme dialectique, Paris : Gallimard / Nrf, Les essais, CXVII, 1965.

- Le métier d'homme et son image mythique chez Hermann Hesse, Genève : Mont-Blanc, 1971.

- Prises de vue, Genève : Éditions du Journal de Genève, 1971. (Chroniques que l'auteur a publiées dans le Journal de Genève).
- La logique du survivant. Essai sur la formation de l'homme, Genève : Éditions Patiño, 1985.